# Mistrzostwa Świata w Short Tracku 2025
49. edycja Mistrzostw Świata w Short Tracku 2025 odbyła się w dniach 14-16 marca 2025 r. w Pekinie.  
Organizatorem zawodów była Międzynarodowa Unia Łyżwiarska (ISU).

## Klasyfikacja medalowa
*   Gospodarz ( Chiny)
| Miejsce | Reprezentacja    | Złoto | Srebro | Brąz | Razem |
| ------- | ---------------- | ----- | ------ | ---- | ----- |
| 1       | Kanada           | 6     | 4      | 0    | 10    |
| 2       | Belgia           | 1     | 1      | 0    | 2     |
| 3       | Holandia         | 1     | 0      | 3    | 4     |
| 4       | Korea Południowa | 1     | 0      | 2    | 3     |
| 5       | Polska           | 0     | 1      | 2    | 3     |
| 6       | Włochy           | 0     | 1      | 1    | 2     |
| 6       | Chiny*           | 0     | 1      | 1    | 2     |
| 8       | Kazachstan       | 0     | 1      | 0    | 1     |
| Razem   | Razem            | 9     | 9      | 9    | 27    |

## Medaliści i medalistki

### Mężczyźni
| Konkurencja          | Złoto                                                                                          | Czas     | Srebro                                                               | Czas     | Brąz                                                                                 | Czas     |
| 500 metrów           | Steven Dubois                                                                                  | 40,008   | Dienis Nikisza                                                       | 40,096   | Jens van ’t Wout                                                                     | 40,163   |
| 1000 metrów          | Steven Dubois                                                                                  | 1:23,348 | William Dandjinou                                                    | 1:23,352 | Pietro Sighel                                                                        | 1:23,417 |
| 1500 metrów          | William Dandjinou                                                                              | 2:15,064 | Stijn Desmet                                                         | 2:15,176 | Liu Shaoang                                                                          | 2:15,871 |
| Sztafeta 5000 metrów | Kanada William Dandjinou · Steven Dubois · Maxime Laoun · Félix Roussel · Jordan Pierre-Gilles | 6:41,271 | Chiny Li Wenlong · Liu Guanyi · Liu Shaoang · Sun Long · Liu Shaolin | 6:41,840 | Korea Południowa Jang Sung-woo · Kim Gun-woo · Lee Jung-su · Park Ji-won · Seo Yi-ra | 6:41,891 |

### Kobiety
| Konkurencja          | Złoto                                                                 | Czas     | Srebro                                                                            | Czas     | Brąz                                                                              | Czas     |
| 500 metrów           | Xandra Velzeboer                                                      | 42,132   | Rikki Doak                                                                        | 42,286   | Natalia Maliszewska                                                               | 42,561   |
| 1000 metrów          | Hanne Desmet                                                          | 1:28,641 | Courtney Sarault                                                                  | 1:28,929 | Xandra Velzeboer                                                                  | 1:28,991 |
| 1500 metrów          | Choi Min-jeong                                                        | 2:27,136 | Courtney Sarault                                                                  | 2:27,194 | Kim Gil-li                                                                        | 2:27,257 |
| Sztafeta 3000 metrów | Kanada Kim Boutin · Florence Brunelle · Rikki Doak · Courtney Sarault | 4:09,254 | Polska Natalia Maliszewska · Nikola Mazur · Kamila Stormowska · Gabriela Topolska | 4:09,321 | Holandia Zoë Deltrap · Diede van Oorschot · Michelle Velzeboer · Xandra Velzeboer | 4:09,392 |

### Konkurencje mieszane
| Konkurencja                   | Złoto                                                                                                   | Czas     | Srebro | Czas     | Brąz                                                                                                 | Czas     |
| Sztafeta mieszana 2000 metrów | Kanada Kim Boutin · Florence Brunelle · William Dandjinou · Steven Dubois · Danaé Blais · Félix Roussel | 2:36,232 | Włochy Chiara Betti · Gloria Ioriatti · Thomas Nadalini · Pietro Sighel · Elisa Confortola · Luca Spechenhauser | 2:36,619 | Polska Natalia Maliszewska · Michał Niewiński · Diané Sellier · Kamila Stormowska · Łukasz Kuczyński | 2:41,860 |

## Wyniki reprezentantów Polski
Mężczyźni
| Zawodnik | 500   | 1000 | 1500 | RL | MR  |
| Polska | —     | —    | —    | 12 | 3   |
| Łukasz Kuczyński | –     | –    | –    | +  | (+) |
| Michał Niewiński | 54PEN | 11   | –    | +  | +   |
| Félix Pigeon | –     | –    | 16   | –  | –   |
| Diané Sellier | 6     | 15   | –    | +  | +   |
| Neithan Thomas | –     | –    | 27   | +  | –   |
| 1. 2. 3. Finał A Finał B Półfinał Ćwierćfinał Repasaż półfinałowy Repasaż ćwierćfinałowy Eliminacje Preeliminacje RL – Sztafeta MR – Sztafeta mieszana · DNF – Zawodnik nie ukończył biegu DNS – Zawodnik nie pojawił się na starcie biegu PEN – Zawodnik otrzymał karę – Zawodnik otrzymał żółtą kartkę – Zawodnik otrzymał czerwoną kartkę |       |      |      |    |     |

Kobiety
| Zawodniczka | 500 | 1000 | 1500  | RL | MR |
| Polska | —   | —    | —     | 2  | 3  |
| Natalia Maliszewska | 3   | –    | –     | +  | +  |
| Nikola Mazur | 12  | –    | –     | +  | –  |
| Kamila Stormowska | 18  | 9    | 19PEN | +  | +  |
| Gabriela Topolska | –   | 19   | 35    | +  | –  |
| 1. 2. 3. Finał A Finał B Półfinał Ćwierćfinał Repasaż półfinałowy Repasaż ćwierćfinałowy Eliminacje Preeliminacje RL – Sztafeta MR – Sztafeta mieszana · DNF – Zawodniczka nie ukończyła biegu DNS – Zawodniczka nie pojawiła się na starcie biegu PEN – Zawodniczka otrzymała karę – Zawodniczka otrzymała żółtą kartkę – Zawodniczka otrzymała czerwoną kartkę |     |      |       |    |    |